# Ludwig Harms
Georg Ludwig Detlef Theodor Harms (født 5. maj 1808 i Walsrode, død 14. november 1865 i Hermannsburg), var en tysk præst og grundlægger af Hermannsburg-Missionen, bror til Theodor Harms.
Harms fik sin teologiske uddannelse i Göttingen, hvor han i slutningen af sin studietid blev dybt religiøst greben af kristendommen. Han levede nu en del år som huslærer og kom i denne tid i nær berøring med mange kristelige kredse i Nordtyskland og var virksom for at oprette en missionsforening i Lauenburg. I 1844 blev han hjælpepræst hos sin fader og ved dennes død 1849 hans efterfølger i Hermannsburg.
Her skabte han et meget rigt menighedsliv først og fremmest ved sin prædiken, men dernæst også ved sin ivrige sjælesorg. Han havde ikke særlig fremragende gaver i nogen retning, men var en helstøbt personlighed, der nævnede tingene ved deres rette navn, hvad enten han stod på prædikestolen eller færdedes blandt folk.
Sognet blev helt forvandlet. Søndagen helligholdtes strengt, kirken var altid fuld, af et folketal på 2500 var der 9000 alterbesøg årlig. Der blev givet 24 000 Reichsmark til hedningemissionen, medens der ikke var en eneste tigger inden for sognet. Han grundlagde der en missionsmenighed, der var i stand til at bære Hermannsburg-Missionen.
Af hans værker er de bekendteste: Evangelienpredigten (12. oplag, 1892, på norsk i to forskellige oversættelser, sidste oplag 1868), Epistelpredigten (8. oplag 1890), Goldene Apfel in silbernen Schaten (6. oplag 1875, norsk oversættelse 3. oplag 1875), Die Psalmen Davids (1867, oversat på dansk af Carl Krogh, 1872) og (på plattysk) Honnig. Vertelln und Utleggen in sin Modersprak (2. oplag 1872).